# Kaspar Maria von Sternberg
Pour les articles homonymes, voir Sternberg.
Le comte Kaspar Maria von Sternberg (tchèque Kašpar Maria hrabě ze Šternberka) est un naturaliste ancien-autrichien, né le 6 janvier 1761 à Prague et mort le 20 décembre 1838 à Březina.
C'est l'un des fondateurs du Musée national de Prague et il est considéré comme celui de la paléobotanique moderne.

## Biographie
Il naît dans une famille de la noblesse antique et désargentée[réf. nécessaire] de Bohême, huitième et dernier enfant de Jean de Sternberg et Anne-Josèphe Krakovská de Kolowrat (Anna Josefa Krakovská z Kolovrat). La carrière d'un benjamin d'une famille de la noblesse de l'époque se limite à l'armée ou à l'Église : à onze ans, sur décision du pape Clément XIV, il obtient une prébende au chapitre de Freising et plus tard à celui de Ratisbonne. Il est doué pour les études et très tôt parle, outre le tchèque et l'allemand maternels, le latin et le français, apprenant par la suite l'anglais.
Il étudie la philosophie à l'université Charles de Prague (1777-1779) et la théologie à Rome (1779-1782) où il entre dans les ordres. Il se lie avec les cercles intellectuels de Prague, et notamment avec le naturaliste et médecin, Johann Mayer. Il revient ensuite en Allemagne et rejoint Ratisbonne où il adhère à l'Association botaniste de Ratisbonne, en compagnie de son associé, le savant botaniste, comte Franz Gabriel von Bray, spécialisé dans l'étude des Amarantes.

## Ouvrage publié par le comte von Sternberg
- Kaspar Sternberg, Versuch einer geognostisch-botanischen Darstellung der Flora der Vorwelt (1820–1838). Ce livre est traduit en français, par le comte Franz Gabriel von Bray, sous le titre : Essai d'un exposé géognostico-botanique de la flore du monde primitif, aux éditions Gide-fils en 1820.